# Anthurium bellum
Anthurium bellum Schott, 1859 è una pianta della famiglia delle Aracee, endemica del Brasile.